# Шели Кинг
Шели Кинг (на английски: Shelly King) е американска писателка на произведения в жанра любовен роман.

## Биография и творчество
Шели Кинг е родена в Джаксън, Тенеси, САЩ. Израства в Оринджбърг, в семейството на професор по биология в колежа и социална работничка. От малка е запален читател.
Завършва английска филология в университета на Тенеси в Ноксвил. След дипломирането си се насочва към софтуерната сфера, работи като технически писател с голяма компания в Алабама, после се премества през 1994 г. в Силициевата долина в началото на бума в Интернет. Работи за стартъп на голяма софтуерна компания като стратег по социални медии и информационен архитект.
Първият ѝ роман „Всичко започна в книжарничката на Хюго“ е издаден през 2016 г. Главната героиня, Маги Дюпре, след работата си в стартъп компания в Силициевата долина, работи в уютната малка книжарница за стари книги „Водното конче“ в компанията на собственика Хюго и на ексцентричните му клиенти. В кннигата „Любовникът на лейди Чатърли“ открива кореспонденция на двама непознати – Катрин и Хенри. Заедно с историята за двамата и тяхната любов открива и истини за самата себе си. Романът става бестселър в списъка на „Ню Йорк Таймс“ и я го прави известен известна.
Нейни разкази са публикувани в „GW Review“, „Epiphany“, S“low Trains“, „Dos Passos Review“ и „Coe Review“.
Шели Кинг живее със семейството си във Фелтън, Калифорния.

## Произведения

### Самостоятелни романи
- The Moment of Everything (2014)
Всичко започна в книжарничката на Хюго, изд.: ИК „Кръгозор“, София (2016), прев. Силвия Николова